# 玩命情劫
《玩命情劫》（英語：The Pickup）是一部2025年美國劫盜動作喜劇片，由提姆·史多利執導兼監製，麥特·邁德爾（Matt Mider）與凱文·伯羅斯（Kevin Burrows）編劇，艾迪·墨菲、彼得·戴维森、伊娃·朗歌莉亞、安德魯·戴斯·克萊、馬肖恩·林區及琪琪·帕瑪主演。電影講述兩名運鈔車司機遭到歹徒襲擊，但對方的計畫卻不單單只是搶劫現金。
本片由亞馬遜米高梅工作室發行，2025年8月6日在Prime Video全球上線。

## 劇情
即將退休的資深運鈔車司機羅素·皮爾斯與渴望當警察的菜鳥崔維斯·史托利首次搭檔值勤。在值勤期間，犯罪主謀柔伊帶著班納與米蓋伏擊他們；班納和米蓋在飛車追逐期間翻車，但柔伊最終成功挾持了運鈔車。崔維斯認出了柔伊，兩人先前曾有過一夜情，且被柔伊灌醉後將工作內容全數說出。柔伊判斷班納和米蓋已死，於是要求羅素與崔維斯與自己合作，計劃冒充成另一輛運鈔車，並載走賭場的6000萬美元現金。
班納和米蓋在車禍中倖存，不滿柔伊拋下他們，意圖追上運鈔車。崔維斯儘管被柔伊利用，但仍對她抱持著感情。柔伊向兩人坦白，自己在賭場當警衛的父親死於一場火災，但賭場卻未賠償家人，於是成年後打算奪走賭場的錢，達成復仇。在賭場前，羅素之妻娜塔莉透過手機定位找到了丈夫，導致她也被柔伊挾持，與崔維斯一起被綁在車內。羅素與柔伊成功從賭場載走6000萬美元現金，但遭班納和米蓋伏擊。班納將娜塔莉挾持為人質，並追著開車帶走錢的柔伊；羅素與崔維斯則在無意開運鈔車輾死了米蓋，大批警方為了賭場的錢而追著他們。
在一座小機場，運鈔車著火後爆炸，班納更朝羅素、崔維斯與柔伊開槍，直到被娜塔莉用槍打昏。羅素與娜塔莉重逢，柔伊向崔維斯道別後開著事先準備好的小型飛機離去。事後，羅素與崔維斯被警方判定為無責。五個月後，崔維斯成為了副警長並與柔伊聯繫上；與此同時，羅素退休後與娜塔莉經營著一間民宿，並收到了崔維斯與柔伊寄來的一箱錢。一位博物館館長打電話給運鈔車公司，抱怨一件展品受損。

## 演員
- 艾迪·墨菲飾演羅素·皮爾斯（Russell Pierce）
- 彼得·戴维森飾演崔維斯·史托利（Travis Stolly）
- 琪琪·帕瑪飾演柔伊（Zoe）
- 伊娃·朗歌莉亞飾演娜塔莉·皮爾斯（Natalie Pierce）
- 傑克·凱西（英语：Jack Kesy）飾演班納（Banner）
- 伊斯梅爾·克魯斯·科爾多瓦（英语：Ismael Cruz Córdova）飾演米蓋（Miguel）
- 安德魯·戴斯·克萊（英语：Andrew Dice Clay）飾演克拉克（Clark）
- 馬肖恩·林區（英语：Marshawn Lynch）飾演拆車廠老闆
- 羅曼·瑞恩斯飾演MMA選手
- 蘿拉·葛萊絲（英语：Lara Grice）飾演服務生

## 製作
《玩命情劫》於2023年3月獲得亞馬遜米高梅工作室的批准，並確定由艾迪·墨菲主演。提姆·史多利透過自家的史多利公司（The Story Company）擔任導演及製片人。約翰·戴維斯和約翰·福克斯（John Fox）也透過戴維斯娛樂製作本片。墨菲和查麗絲·休伊特-韋伯斯特（Charisse Hewitt-Webster）特則透過艾迪·墨菲製片公司（Eddie Murphy Productions）參與製作。
2023年12月，琪琪·帕瑪和彼得·戴维森加入演出陣容。其餘演員於2024年2月加入，包括安德魯·戴斯·克萊、伊娃·朗歌莉亞、伊斯梅爾·克魯斯·科爾多瓦、傑克·凱西及馬肖恩·林區。
電影2024年4月在亞特蘭大展開主要拍攝。4月20日，第二攝製組在拍攝一場動作戲時，發生了事故；一輛裝甲卡車與一輛汽車相撞，導致兩輛車翻滾倒地，造成幾名劇組人員受傷。

## 發行
《玩命情劫》2025年8月6日在Prime Video全球上線。

## 外部連結
- 互联网电影数据库（IMDb）上《玩命情劫》的资料（英文）